# Bilenke, Krasnodon
Bilenke (în ucraineană Біленьке) este un sat în comuna Velîkîi Suhodil din raionul Krasnodon, regiunea Luhansk, Ucraina.

## Demografie
Componența lingvistică a localității Bilenke
     Rusă (95,18%)
     Ucraineană (4,82%)
Conform recensământului din 2001, majoritatea populației localității Bilenke era vorbitoare de rusă (95,18%), existând în minoritate și vorbitori de ucraineană (4,82%).